# Descurainia perkinsiana
Descurainia perkinsiana là một loài thực vật có hoa trong họ Cải. Loài này được Muschl. mô tả khoa học đầu tiên năm 1913.